# Abbott (Pennsylvania)
Abbott Township è un comune degli Stati Uniti d'America, situato nella Contea di Potter nello Stato della Pennsylvania. La popolazione, secondo i dati riportati nel censimento effettuato nel 2000, è di 226 abitanti.

## Geografia fisica
Secondo lo United States Census Bureau, la cittadina copre un'area totale di 181,1 km² in tutto.

## Società

### Evoluzione demografica
Secondo il censimento del 2000, nella cittadina vi sono 226 abitanti, 88 abitazioni e 69 famiglie residenti. La densità di popolazione è di 1,2/km² (3.2/mi²). La componente razziale è del 99,12% di razza bianca e per il restante 0,88% di altre razze.